# Deerfield (Wisconsin)
Deerfield é uma vila localizada no estado norte-americano de Wisconsin, no Condado de Dane.

## Demografia
Segundo o censo norte-americano de 2000, a sua população era de 1971 habitantes.
Em 2006, foi estimada uma população de 2247, um aumento de 276 (14.0%).

## Geografia
De acordo com o United States Census Bureau tem uma área de
2,9 km², dos quais 2,9 km² cobertos por terra e 0,0 km² cobertos por água. Deerfield localiza-se a aproximadamente 267 m acima do nível do mar.

## Localidades na vizinhança
O diagrama seguinte representa as localidades num raio de 16 km ao redor de Deerfield.